# مارتین رهاچ
مارتین رُهاچ (انگلیسی: Martin Roháč؛ – ۱۷ فوریهٔ ۱۵۷۱) مارتین رواچ (؟ – ۱۷ فوریه ۱۵۷۱) یک سرباز چک بود که بعداً یک دزد و قاتل زنجیره ای با بیشترین تعداد قربانیان در سرزمین‌های چک بود. او از ولکا بیتش آمد. او با گروه دزدی خود، ۵۹ نفر را بین سال‌های ۱۵۶۸ و ۱۵۷۱ به قتل رساند.